# Гилберт (Минесота)
Гилберт (енгл. Gilbert) град је у америчкој савезној држави Минесота.

## Демографија
По попису из 2010. године број становника је 1.799, што је 48 (-2,6%) становника мање него 2000. године.
| Група             | 2000.         | 2010.         |
| Белци             | 1.808 (97,9%) | 1.736 (96,5%) |
| Афроамериканци    | 4 (0,2%)      | 4 (0,2%)      |
| Азијати           | 5 (0,3%)      | 3 (0,2%)      |
| Хиспаноамериканци | 7 (0,4%)      | 14 (0,8%)     |
| Укупно            | 1.847         | 1.799         |